# Conus virgo
Conus virgo is een in zee levende slakkensoort uit de familie Conidae.

## Voorkomen en verspreiding
Conus virgo is een carnivoor die leeft in ondiep warm water op zandgronden, rotsbodems en koraalriffen (sublitoraal). Deze soort komt voor van de Maldiven en Sri Lanka tot Japan en in Frans-Polynesië (Indopacifische provincie). De schelp kan tot 200 mm lang worden.
1. ↑  (en) Conus virgo op de IUCN Red List of Threatened Species.